# Municipio de Coe (Míchigan)
El municipio de Coe (en inglés: Coe Township) es un municipio ubicado en el condado de Isabella en el estado estadounidense de Míchigan. En el año 2010 tenía una población de 3079 habitantes y una densidad poblacional de 32,82 personas por km².

## Geografía
El municipio de Coe se encuentra ubicado en las coordenadas 43°30′56″N 84°39′26″O / 43.51556, -84.65722. Según la Oficina del Censo de los Estados Unidos, el municipio tiene una superficie total de 93.82 km², de la cual 93,67 km² corresponden a tierra firme y (0,17 %) 0,16 km² es agua.

## Demografía
Según el censo de 2010, había 3079 personas residiendo en el municipio de Coe. La densidad de población era de 32,82 hab./km². De los 3079 habitantes, el municipio de Coe estaba compuesto por el 95,16 % blancos, el 0,36 % eran afroamericanos, el 1,27 % eran amerindios, el 0,29 % eran asiáticos, el 1,17 % eran de otras razas y el 1,75 % eran de una mezcla de razas. Del total de la población el 3,12 % eran hispanos o latinos de cualquier raza.